# كلاريسا كاي
كلاريسا كاي (بالإنجليزية: Clarissa Kaye)‏ هي ممثلة أسترالية، ولدت في 1931 في سيدني في أستراليا، وتوفيت في 21 يوليو 1994 بسبب سرطان.

## وصلات خارجية
- كلاريسا كاي على موقع IMDb (الإنجليزية)
- كلاريسا كاي على موقع ألو سيني (الفرنسية)
- كلاريسا كاي على موقع قاعدة بيانات برودواي على الإنترنت (الإنجليزية)
- كلاريسا كاي على موقع قاعدة بيانات الفيلم (الإنجليزية)